# Edmílson
José Edmílson Gomes de Moraes, genannt Edmílson (* 10. Juli 1976 in Taguaritinga), ist ein ehemaliger brasilianischer Fußballspieler mit italienischer Staatsbürgerschaft.

## Verein
Der Innenverteidiger, der auch im defensiven Mittelfeld spielen kann, begann seine Karriere bei XV de Jaú. Zu seinem ersten Profiverein wechselte der weiße Brasilianer 1994. Dies war der FC São Paulo. Anfang der Saison 2000/2001 wechselte der Innenverteidiger nach Europa zu Olympique Lyon, wo er als Stammspieler innerhalb von drei Jahren (2002 bis 2004) gleich drei Mal französischer Meister wurde. Seit 2004/2005 spielte der Brasilianer mit dem italienischen Pass beim FC Barcelona in Katalonien. Im ersten Jahr erlitt Edmílson gleich einen Kreuzbandriss, so dass er nur auf sechs Ligaeinsätze für Barça kam. In den beiden darauffolgenden Saisons kam er regelmäßig zum Einsatz und trug mit zum Gewinn der Champions League 2006 bei. Nach einer für ihn enttäuschend verlaufenden Saison 2007/2008 wechselte er im Sommer 2008 ablösefrei zum FC Villarreal. Da er auch dort keine tragende Rolle spielte und in der ersten Hälfte auf lediglich sechs Ligaeinsätze kam, entschied er sich wieder zurück nach Brasilien zu gehen. Er unterschrieb im Januar 2009 einen Zweijahresvertrag bei SE Palmeiras. In der Winterpause der Saison 2009/10 wechselte er zum abstiegsbedrohten Real Saragossa.
Im Sommer 2011 wurde bekannt, dass Edmílson in seine Heimat zum brasilianischen Erstligisten Ceará SC wechselt.

## Nationalmannschaft
Edmílson gab im Juli 2000 sein Debüt das brasilianische Nationalteam beim Sieg gegen Peru. Im Jahr 2002 gewann er mit Brasilien die Fußball-Weltmeisterschaft, im Jahr 2006 verpasste er die WM 2006 jedoch aufgrund einer Verletzung.
Er absolvierte bis zum Jahr 2007 insgesamt 44 Länderspiele für die brasilianische Nationalmannschaft.

## Erfolge

### Verein
- Französischer Meister: 2002, 2003, 2004
- Französischer Ligapokalsieger: 2001
- Spanischer Meister: 2005, 2006
- Spanischer Superpokalsieger: 2005
- Champions-League-Sieger: 2006
- Südamerikanischer Superpokalsieger: 1994
- Copa-Conmebol-Sieger: 1994
- Staatsmeister von São Paulo: 1998, 2000

### Nationalmannschaft
- Fußballweltmeister: 2002